# Perclorato di magnesio
Il perclorato di magnesio è il sale di magnesio dell'acido perclorico avente formula Mg(ClO4)2. Si trova prevalentemente in forma idrata.
A temperatura ambiente si presenta come un solido bianco inodore. È un composto irritante.